# Superboy
Ne doit pas être confondu avec Super Boy (bande dessinée française).
Pour les articles homonymes, voir Superboy (homonymie).
Superboy est le nom de plusieurs personnages de comics dont les aventures sont publiées par DC Comics. La plupart sont des jeunes incarnations ou des clones de Superman.
Le premier Superboy et le plus connu est simplement Superman enfant puis adolescent, qui habite à Smallville. Il a été créé en janvier 1945 par Jerry Siegel, Joe Shuster, Don Cameron dans More Fun Comics #101. Le personnage fut le protagoniste de plusieurs séries des années 1940 aux années 1980 qui faisaient figurer aussi des personnages comme Jonathan Kent et Martha Kent, Lana Lang, Pete Ross et ses alliés voyageurs du temps connus comme la Légion des super-héros. Il est également le personnage principal de la série télévisée Superboy (1988-1992)
Quand DC réécrivit sa continuité, en 1986, lors de Crisis on Infinite Earths, l'histoire de Superman changea et le personnage ne devient un super-héros que lorsqu'il est adulte et quitte Smallville, même si la relation de Clark et Lana reste la même. En 1993, DC a introduit un nouveau et moderne Superboy, un clone adolescent de Superman et Lex Luthor, aussi connu par son nom kryptonien Kon-El et par son identité secrète, Conner Kent, qui est présenté comme le cousin de Clark. Ce nouveau Superboy fut le protagoniste de sa série éponyme de 1994 à 2002, et apparut dans plusieurs séries dédiées aux équipes des super-héros adolescents (Teen Titans, Young Justice, Titans, Smallville).
Plusieurs autres Superboys du Multivers DC sont apparus ; le plus notable est le mentalement instable Superboy-Prime.

## Superboy (Kal-El)

### Création du personnage (1945)
Superboy était à l’origine simplement Superman enfant et était essentiellement traité comme une version junior de Superman. En effet, Superboy portait le costume de Superman et son alter ego Clark Kent portait des lunettes comme déguisement pour son identité civile. Le personnage fut créé sans la permission des créateurs de Superman, Jerry Siegel et Joe Shuster, ce qui contribua à approfondir un fossé déjà grandissant entre eux et l’éditeur, DC Comics.
Superboy apparut pour la première fois dans More Fun Comics #101 (numéro de janvier-février 1945) et ensuite tous les deux mois jusqu'au numéro 107 (janvier-février 1946).

### Histoire de la publication (1946 à 1985)

#### Adventure Comics(1946-1964)
En avril 1946, DC Comics décida de transférer les superhéros qui apparaissaient dans More Fun Comics dans un autre titre : Superboy, Aquaman, Green Arrow, ainsi que d'autres personnages, furent reversés dans le mensuel Adventure Comics (numéro 103).
En 1964, à partir du numéro 317, Adventure Comics fut rebaptisé (en) Adventure Comics featuring Superboy and the legion of super-heroes et Superboy n'apparut que comme un membre de la Légion des super-héros ou dans des rééditions d'épisodes des Superboy des années 1950.

#### Première sérieSuperboy(1949-1980)
En mars 1949 Superboy, tout en continuant à apparaître dans Adventure Comics, eut droit à son propre comic, Superboy, qui paraissait d'abord tous les deux mois et contenait trois histoires.
À partir de 1954, Superboy parut au rythme de huit numéros par an, au lieu de six.
En 1973, au numéro 197, le comic Superboy fut rebaptisé (en) Superboy starring the legion of Super-heroes, puis (en) Superboy and the legion of Super-heroes, en 1976, et le titre devint mensuel.

#### Superboy et la Légion des Super-Héros (1958-1980)
Une histoire de Superboy intitulée The Legion of Super-Heroes dans un épisode d’Adventure Comics (numéro 247 d'avril 1958) mettait en scène trois adolescents dotés de super-pouvoirs en provenance du XXXe siècle qui offraient à Superboy de devenir membre de leur club, La Légion des super-héros. Bien que cela ne fût censé être qu’une histoire sans suite, les personnages eurent droit à leur propre série dans Adventure Comics à partir de 1962. Au début des années 1970, les comics Superboy commencèrent à mettre en scène régulièrement la Légion jusqu’à ce que le titre soit d’abord officiellement rebaptisé Superboy and the Legion of Super-Heroes (en 1973) et finalement Legion of Super-Heroes en 1980, évinçant totalement Superboy du comic. Ce fut la série dérivée des titres Superman qui eut le plus de succès et survécut pendant des années à travers plusieurs incarnations.

#### The New Adventures of Superboy(1980-1984)
En janvier 1980, Superboy quitta la légion et (en) Superboy and the legion of Super-heroes fut renommé simplement (en) Legion of Super-heroes qui poursuivit la numérotation à partir du numéro 259.
Le même mois, parut un nouveau titre (en) The New Adventures of Superboy qui dura pendant 54 numéros jusqu'en 1984.
La série baptisée New Adventures of Superboy dura de 1980 à 1984, et une mini-série de quatre épisodes intitulée Superman: The Secret Years fut publiée en 1985 : elle mettait en scène Superboy durant ses années à la fac, et comment il changea son nom en Superman.

#### Crisis on Infinite Earths(1985-1986)
À partir de 1986, le personnage de Superboy fut supprimé de la continuité de DC par la mini-série Crisis on Infinite Earths (1985-1986) et la réécriture des origines de Superman par John Byrne en 1986.
La continuité de la Légion des super-héros, qui avait été endommagée par la suppression par Byrne de la carrière Superman en tant que Superboy, fut remise en question. Même si Byrne a admis plus tard que c'était une erreur, sa décision a forcé les auteurs à de multiples révisions de la continuité qui ont embrouillé l'univers DC, alors que le but de Crisis on Infinite Earths était de le clarifier.

### Personnages secondaires et localisation
Les seuls personnages majeurs à apparaître durant les premières années (1946–1949) étaient Jonathan et Martha (ou « Ma et Pa ») Kent. À partir de Superboy #1 (1949), les personnages secondaires se développèrent autour du personnage. Le huitième épisode de Superboy vit la première aventure de Superbaby, un personnage qui étendait le concept de Superman Junior à un bambin doté de super-pouvoirs. Le dixième épisode de Superboy mit en scène la première apparition de Lana Lang, un personnage qui allait devenir un élément romantique pour Superboy ainsi que pour le Superman adulte. Au début des années 1960, Pete Ross le meilleur ami de Clark Kent et le Chef Parker de la Police de Smallville s’ajoutèrent aux personnages secondaires. Ensuite il part à l'université de Miami.
À partir de Superboy #2, les aventures de Superboy se déroulèrent à Smallville, États-Unis, une ville dont la localisation exacte ne fut jamais précisée dans les histoires de Superboy, bien qu’elle soit habituellement située à proximité de Metropolis (Smallville ne fut située au Kansas que quelques années après que le personnage originel de Superboy cessa d’être publié ; la localisation de Smallville, comme pour d’autres cités fictives, ne fut pas permanente).
Dans les premières histoires, la période de temps dans laquelle les aventures de Superboy avaient lieu ne fut jamais clairement définie, certaines aventures semblant se dérouler l’année de la publication de l’histoire (un exemple étant une histoire de 1952 dans laquelle Lana Lang participait au concours de « Miss Smallville 1952 »). À la fin des années 1950, le responsable éditorial des comics Superman, Mort Weisinger, décida de situer toutes les aventures de Superman entre le début et le milieu des années 1930 (en raison de la première apparition de Superman en 1938). Au début des années 1970, l’équipe responsable de Superboy décida de mettre à jour Superboy en plaçant le titre dans une ligne temporelle flottante, toujours placée quinze ans ou presque en arrière de l’année en cours ; ainsi les histoires des années 1970 mettant en scène Superboy se déroulaient dans les années 1950. À partir du début du nouveau comics de Superboy en 1980, l’époque du Garçon d’Acier fut encore rapprochée, pour prendre place à la fin des années 1960, début des années 1970.

### Ennemis
Certains des ennemis de Superman, comme les vilains de la Zone Fantôme, firent leurs premières apparitions dans les histoires de Superboy, et d’autres (comme Mr Mxyztplk) apparurent dans des versions plus jeunes. L’exemple le plus célèbre en est le jeune Lex Luthor. Dans une histoire devant révéler les origines de la haine entre Luthor et Superman, Lex Luthor était un adolescent du même âge que Superboy, et tous deux devinrent meilleurs amis quand Lex déménagea à Smallville. Superboy construisit un laboratoire complètement équipé pour Lex afin que ce dernier y réalise ses expériences, tandis qu'il cherchait une solution à la vulnérabilité de Superboy à la kryptonite. Cependant, quand un incendie dans le laboratoire de Lex força Superboy à détruire une importante expérience destinée à lui sauver la vie, les produits chimiques causèrent la chute des cheveux de Lex. Il tint Superboy pour responsable de la destruction de ses expériences et de la perte de ses cheveux, l’accusant d’être jaloux de son talent, et jura de prouver au monde qu’il était supérieur à Superboy. Pour cela, il mit au point des inventions ayant pour objet d’améliorer la qualité de vie des habitants de Smallville ; malheureusement chaque invention produisit des effets néfastes nécessitant l’intervention de Superboy. Cette série de revers, combinée avec le précédent accident au laboratoire, eurent pour conséquence de déterminer Lex à dédier sa vie à détruire Superboy. Dès lors, Lex Luthor et Superboy furent ennemis jurés.

### Apparitions de Superboy (Kal-El) aprèsCrisis on Infinite Earths

#### Legion of Super-heroes(1987)
Après Crisis on Infinite Earths, une nouvelle version de Superboy fut brièvement utilisée comme un moyen de préserver la continuité de la Légion des Super-Héros, qui avait été endommagée par la suppression par Byrne de la carrière Superman en tant que Superboy. La nouvelle version de Superboy était basée sur la version pré-Crisis, mais était originaire d’un univers alternatif de poche ((en) pocket universe) créé par un ennemi de la Légion, le Piégeur du Temps (Time Trapper). Cependant, ce Superboy, apparu dans les numéros d'août 1987 de Superman, Action Comics et Legion of Super-heroes, fut rapidement tué dans le numéro 38 (septembre 1987) de Legion of Super-Heroes (volume 3).

#### Superboy: The Comic Book(1990-1992)
De 1990 à 1991, DC Comics publia une série de comics basée sur la série télévisée Superboy et intitulée : Superboy: The Comic Book. À partir du numéro 11, la bande dessinée changea son nom, comme la série télévisée, en The Adventures of Superboy et fut arrêtée au numéro 22. La série fut suivie d'un numéro spécial qui présentait les histoires racontées dans la série comme des rêves du jeune Clark Kent.

#### Zero Hour(1994)
Lors de Zero Hour (1994), Kon-El, le Superboy moderne, rencontre une version du Superboy originel, qui refait surface lors des distorsions temporelles involuant l'hypertemps. Ce Superboy disparaît et retourne dans sa propre lignée temporelle.

#### Hypertension(1999)
Dans l'arc narratif "Hypertension" (Superboy vol. 3 #60-64, 1999), Kon-El découvre accidentellement que ce Superboy est un Clark Kent adolescent et déduit que le Superman de sa réalité est ce même Clark Kent adulte. Quand il retourne dans l'Univers DC, Kon-El révèle à Superman qu'il est au courant de son identité secrète.

#### Superman:Birthright(2003-2004)
La série limitée Superman:Birthright (2003-2004) introduit plusieurs éléments pre-Crisis et de Smallville dans la biographie de Superman, notamment, l'amitié entre Lex et Clark (supprimée par The Man of Steel), Lionel Luthor et la cité de Kandor. Toutefois, elle n'est plus considérée comme canonique après Infinite Crisis.

#### AprèsInfinite Crisis(depuis 2006)
Dans Infinite Crisis #7 (2006), Alexander Luthor Jr. découvre que l'histoire de l'Univers DC a été altérée une nouvelle fois et qu'il y a des reports des activités de Superman avant son apparition à Métropolis. One Year Later a mentionné les changements de la biographie de Superman plus explicitement. Dans Action Comics Anual #10 (2007), on nous montre, par des flashbacks, à Clark Kent utilisant ses super-pouvoirs pour sauver secrètement des vies, sans porter de costume, comme dans la série Smallville.
Plusieurs concepts du Superboy originel ont été réintroduits. En tant qu'adolescent, Clark rencontre Mon-El et il croit qu'il s'agit de son grand frère, comme dans la première apparition de Mon-El dans Superboy #89 (1961). Il devient aussi un membre de la Légion des Super-Héros. En tant qu'adulte, Superman conserve son anneau de membre de la Légion et a une statue de la Légion dans sa Forteresse de la Solitude.
La relation de Lex Luthor avec Clark, d'abord amis, puis ennemis, qui avait été supprimée par The Man of Steel a été réintroduite. Une biographie courte dans Countdown to Final Crisis montre que Lex habitait à Smallville lors de son adolescence et se lia de amitié avec Clark, Lana et Pete. Lorsqu'il part de Smallville, il n'est pas encore chauve et on ignore pourquoi Clark et lui sont devenus ennemis.

### Versions alternatives

#### Karkan (1972)
Dans une histoire de 1972, Kal-El arrive en Afrique et, comme Tarzan, il est élevé par des gorilles. Adolescent, il est trouvé par une expédition et ramené à Métropolis. Incapable de s'adapter à la vie civilisée, Karkan retourne à la jungle.

#### Superman: Secret Identity(2004)
Cette mini-série montre quelle aurait été la vie de Superboy-Prime si son univers n'avait pas été détruit. Un adolescent appelé Clark Kent qui habite dans le "monde réel" sans super-héros découvre qu'il a les pouvoirs de Superman. Lors de son premier acte secret d'héroïsme, Clark est appelé Superboy par la presse.

#### All-Star Superman(2005-2008)
Pendant une aventure à Smallville quand il est adolescent, Clark Kent est aidé par le Superman Squad, composés du Superman adulte déguisé comme le Superman Inconnu, Kal Kent et le Superman de la Cinquième Dimension.
Quand il aide le Squad pour combattre un monstre venu du futur, il perd la chance de sauver Jonathan Kent qui souffre d'une attaque cardiaque. Grant Morrison dit que c'est le jour de sa mort, que Superboy décide de devenir un homme.

## Superboy-Prime (1985- )
Dans DC Comics Presents #87 de novembre 1985 apparaît le Superboy de Terre-Prime, monde ressemblant au monde réel, sans super-héros, où Superman est un personnage de fiction. Cependant Krypton y a bien existé, et un rescapé y est bien adopté (par Jerry et Naomi Kent) et baptisé Clark Kent. Il vécut une enfance normale jusqu'à ce qu'il manifeste des pouvoirs similaires au Superman de Terre I, qu'il rencontra.
Seul survivant de son monde détruit lors de Crisis on Infinite Earths, le Superboy de Terre-Prime disparut dans le dernier épisode du crossover avec Superman de Terre-II et sa Lois Lane à travers le corps d'Alexander Luthor Jr., après avoir aidé à vaincre l'Anti-Monitor dans une dimension paradisiaque. Il inspira plus tard Kurt Busiek pour sa mini-série Superman : Secret Identity.
Superboy Prime est de retour en 2005, puisqu'il est un des protagonistes du crossover Infinite Crisis. Voulant changer l'Univers DC post-Crisis, ils retournent et Superboy-Prime se tourne lentement vers le mal. Croyant que les héros de ce monde sont inférieurs et "méchants", il n'a pas des remords lors de ses actes de destruction, kidnapping et, finalement, de meurtre.

## Superboy (Kon-El)
En 1993, lors de Death of Superman, un autre Superboy est introduit. Il est un clone adolescent de Superman et de Lex Luthor, créé pour remplacer le héros décédé. Son pouvoir était la télékinésie, avec laquelle il pouvait simuler le vol et l'invulnérabilité de Superman, qui lui donne un nom kryptonien: Kon-El, et plus tard est hébergé chez les Kents à Smallville sous le faux nom de Conner Kent, le cousin de Clark et devient un membre de Ravers, Young Justice et notamment des Teen Titans. Il est tué par Superboy-Prime lors de Infinite Crisis.

## Autres médias
- Superboy a fait l'objet d'une série télévisée à la fin des années 1980 et au début des années 1990.
- Plusieurs éléments de Superboy ont été utilisés dans la série Smallville pour établir le personnage de Clark : l'amitié de Lex et Clark, son amour avec Lana et ses premières rencontres avec les amis et ennemis de Superman. Lors de la dernière saison, alors que Clark est devenu adulte et travaille au Daily Planet, une réelle version de Superboy fait son apparition. Il s'agit d'un clone élaboré grâce à un mélange des ADN de Clark & Lex, qui tentera de tuer Clark avant qu'il le prenne sous son aile et l'aide à maîtriser ses pouvoirs.
- Superboy est un des personnages principaux de la série animée Young Justice. Son passé est assez fidèle à celui du comics: il est un clone de Superman et de Lex Luthor créé par Cadmus. Il sera libéré de sa prison par Robin, Aqualad et Kid Flash. Il deviendra par la suite un membre fondateur de l'équipe, et commencera à développer des sentiments pour Miss Martian. Dans la saison 2, il remarque que M'Gann a commencé à faire un usage excessif de ses pouvoirs télépathiques : elle n'hésite pas à forcer l'esprit de leurs ennemis pour obtenir des informations, allant jusqu'à les lobotomiser. Lorsque Superboy lui manifeste son désaccord, elle tente d'altérer l'esprit de son compagnon, mais il s'en rend compte et rompt avec elle, révolté. Dans la saison 3, ils se réconcilient et se fiancent.
- Conner apparaît dans la saison 2 de la série Titans[1]. Il est interprété par Brooker Muir (dans une brève scène de la saison 1) puis Joshua Orpin. Son histoire est similaire aux précédentes : créé en laboratoire, il s'échappe et finit par être recueilli par l'équipe, qui l'aide à comprendre le monde extérieur.
- Conner apparaît également dans les films d'animations Le Règne des Supermen et Justice League Dark: Apokolips War. Il est ici un clone de Luthor et de Superman, censé remplacer ce dernier après sa disparition dans La Mort de Superman.

## Liens
- (fr) Superboy sur Comics VF